# Bohemia Cantat
Bohemia Cantat je nesoutěžní festival sborového zpěvu, který se poprvé uskutečnil v roce 1989. Do roku 2003 se konal v Havlíčkově Brodě (okres Havlíčkův Brod). Od roku 2003 se koná v Liberci (okres Liberec). Festival je určený jednotlivým zpěvákům případně i celým sborům. Zpěváci se přihlašují do některého z ateliérů různého hudebního zaměření (stará hudba, česká klasická a moderní sborová tvorba, jazz a populární melodie, spirituály a gospely …), které pod vedením špičkových sbormistrů nastudují krátký program.
Festival vrcholí veřejným koncertem jednotlivých ateliérů a závěrečným společným zpěvem všech účastníků festivalu.
Festival pořádá občanské sdružení Bohemia Cantat Liberec ve spolupráci s Unií českých pěveckých sborů pod záštitou Libereckého kraje a Statutárního města Liberec za finanční podpory Ministerstva kultury a Ministerstva školství, mládeže a tělovýchovy ČR.
Spolupořadatelem festivalu jsou liberecké pěvecké sbory Kvintus a Rosex.
V minulosti ateliéry vedli významní čeští i zahraničtí sbormistři: David Eben, Jan Staněk, Libor Sládek, Jan Míšek, Stanislav Mistr, Jiří Kolář, Roman Válek a další.